# Dalmine
Dalmine là một đô thị ở tỉnh Bergamo trong vùng Lombardia của nước Ý, có vị trí cách khoảng 40 km về phía đông bắc của Milano và khoảng 8 km về phía tây nam của Bergamo. Tại thời điểm ngày 31 tháng 12 năm 2004, đô thị này có dân số 22.326 người và diện tích là 11,6 km².
Đô thị Dalmine có các frazioni (đơn vị cấp dưới, chủ yếu là các làng) Sforzatica S. Maria d'Oleno, Sforzatica S. Andrea, Mariano al Brembo, Brembo, Guzzanica, và Sabbio.
Dalmine giáp các đô thị: Bonate Sotto, Filago, Lallio, Levate, Osio Sopra, Stezzano, Treviolo.